# Lyric Opera of Chicago

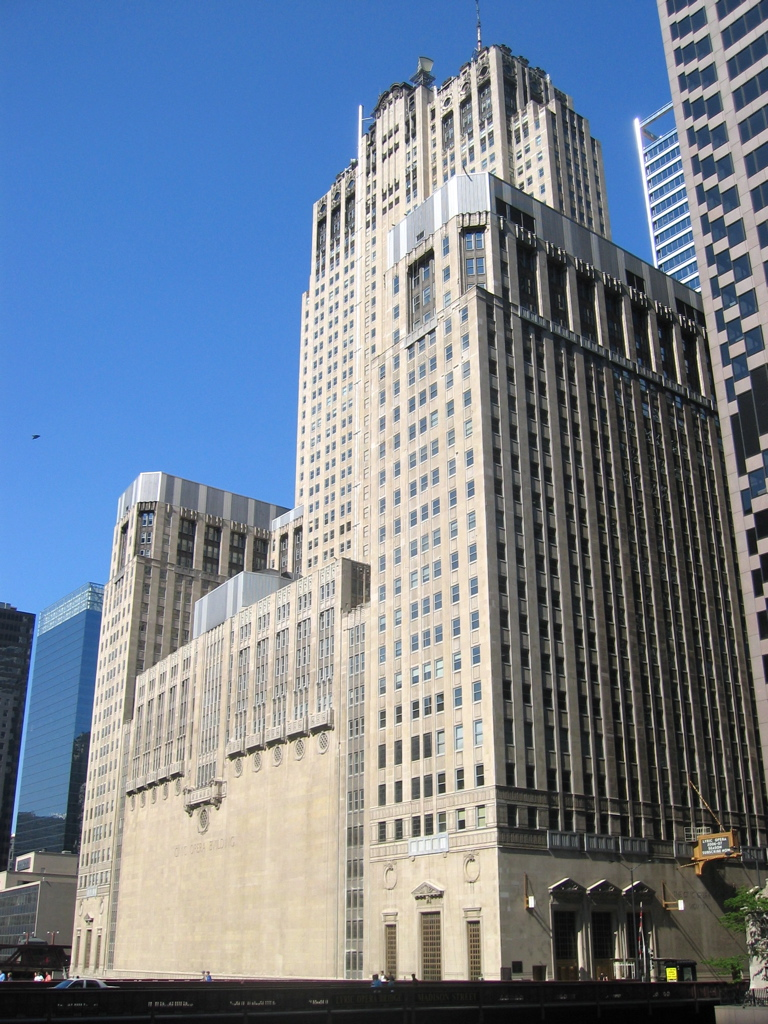
Civic Opera House in Chicago

Die Lyric Opera of Chicago (LOC) ist eines der führenden Opernhäuser der Vereinigten Staaten.
Sie wurde 1954 in Chicago unter dem Namen Lyric Theatre of Chicago von Carol Fox, Nicola Rescigno und Lawrence Kelly gegründet. In der ersten Saison gab Maria Callas als Norma ihr amerikanisches Debüt. 1956 wurde die Kompanie von Fox unter dem heutigen Namen neu formiert. In der Folgezeit traten einige der größten Stars der Opernwelt regelmäßig in Chicago auf. Nach Fox’ Rücktritt leiteten Ardis Krainik (1981–1996), William Mason (1997–2011) und Anthony Freud (2011–2024) das Haus. Gegenwärtig ist John Mangum der General Manager.
Die musikalische Leitung hatte von 2000 bis 2021 der britische Dirigent Sir Andrew Davis inne, seither der italienische Dirigent Enrique Mazzola.
Sitz der Lyric Opera ist das Civic Opera House, ein 1929 erbautes Hochhaus. Es ist mit 3.563 Plätzen das zweitgrößte Opernhaus der Vereinigten Staaten (nach der New Yorker Metropolitan Opera).